# 大谷篤行
大谷 篤行（おおたに あつゆき、2005年1月17日 - ）は、日本のアイドルであり、6人組男性アイドルグループ「世が世なら!!!」のメンバーである。
神奈川県出身。つばさ男子プロダクション所属。

## 来歴
2021年10月1日、つばさレコーズによるつばさ男子プロダクション設立とともに結成された世が世なら!!!の初期メンバー。

## 人物
- 特技：ゲーム・UFOキャッチャー・料理[3]
- 趣味：運動神経が良いこと[3]

## 出演

### 舞台
- 人狼系推理バトル『レジスタンスイレブン~潜春と謀略の交差点~』（2025年2月28日 - 3月2日、CBGKシブゲキ!!）回替わり出演[4]